# Санта-Мария (Тавира)
Санта-Мария (порт. Santa Maria) — район (фрегезия) в Португалии, входит в округ Фару. Является составной частью муниципалитета Тавира. По старому административному делению входил в провинцию Алгарве (регион). Входит в экономико-статистический субрегион Алгарве, который входит в Алгарве. Население составляет 6672 человека на 2001 год. Занимает площадь 135,09 км².